# نظام الاشتباك بالليزر المتعدد والمتكامل
نظام الاشتباك بالليزر المتعدد والمتكامل «مَيلز» أو (بالإنجليزية: MILES - Multiple Integrated Laser Engagement System) هو نظام تدريب يوفر بيئة واقعية للمستخدمين المشاركين في التدريبات العسكرية، كما يوفر محاكاة تكتيكية لتدخل إطلاق النار المباشر باستخدام الليزر وخراطيش خلابية . كل فرد ومركبة مشاركة بالتدريب لديها نظام كشف للشعور بالضربات وإجراء تقييم للخسائر. وتقوم مرسلات الليزر الملحقة بالأفراد والمركبات المشاركة بمحاكاة المسافات الفعلية والقدرة القتالية لأنظمة الأسلحة بدقة عالية جداً.
يُستخدَم مَيلز من قِبَل الجيش الأمريكي لخلق بيئة التدريب الأقرب إلى الواقع قدر الإمكان. حيث يشتمل هذا النظام على مرسلات ليزر مشفرة لمحاكاة الرصاص، وعندما يضرب الليزر جهاز الاستشعار على جندي ينتج إحدى الحالتين إما صوت «زمارة» قصيرة للإبلاغ عن جرح أو صوت «زمارة» طويلة للدلالة على حالة قتل، كما يوفر مَيلز وسائل لمحاكاة آثار القنابل، ويعد من أكثر وسائل التدريب أماناً لاستخدامه ذخائر غير قاتلة يمكن تفعيلها فقط عن طريق أجهزة استشعار ومستقبلات نفس النظام.

## مستخدمي النظام

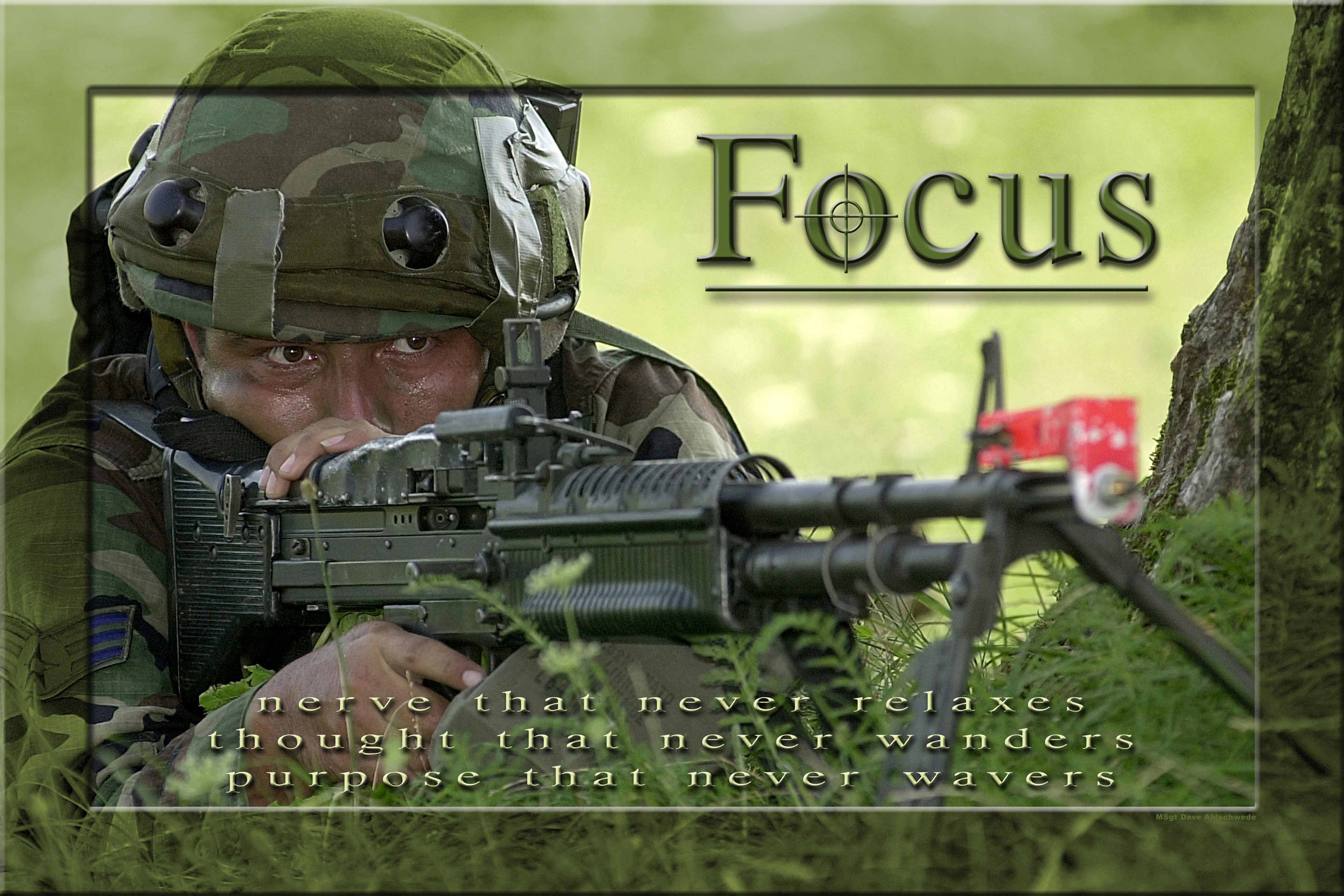
جندي يستخدم سلاح حقيقي ملحق به نظام مَيلز

يُستخدَم نظام مَيلز من قِبَل الجنود من مستوى الفرقة وحتى مستوى اللواء خلال تدريبات قوة مقابل قوة (بالإنجليزية: FOF - Force-On-Force) لمحاكاة إطلاق وتأثير ذخائر أنظمة الأسلحة الحقيقية بما في ذلك دبابات أبرامز إم 1 ومركبة المشاة القتالية برادلي وناقلة الجنود المدرعة إم 113 والمركبات الأخرى غير المطلقة للنيران. كما يحاكي الأسلحة المضادة للدروع والمدافع الرشاشة والبنادق. وتستخدم القوات المسلحة لعدة دول نظام مَيلز، بعض تلك الدول قامت بشراءه أو مُنح إليها من قبل الولايات المتحدة الأمريكية الدولة المصنعة ومن تلك الدول: صربيا، وروسيا، ومصر. كما تستخدم كل من الهند، والمكسيك، والنرويج، وسويسرا، وتايلاند، وألمانيا أنظمتها الخاصة الشبيهة بنظام مَيلز.

## مكونات النظام

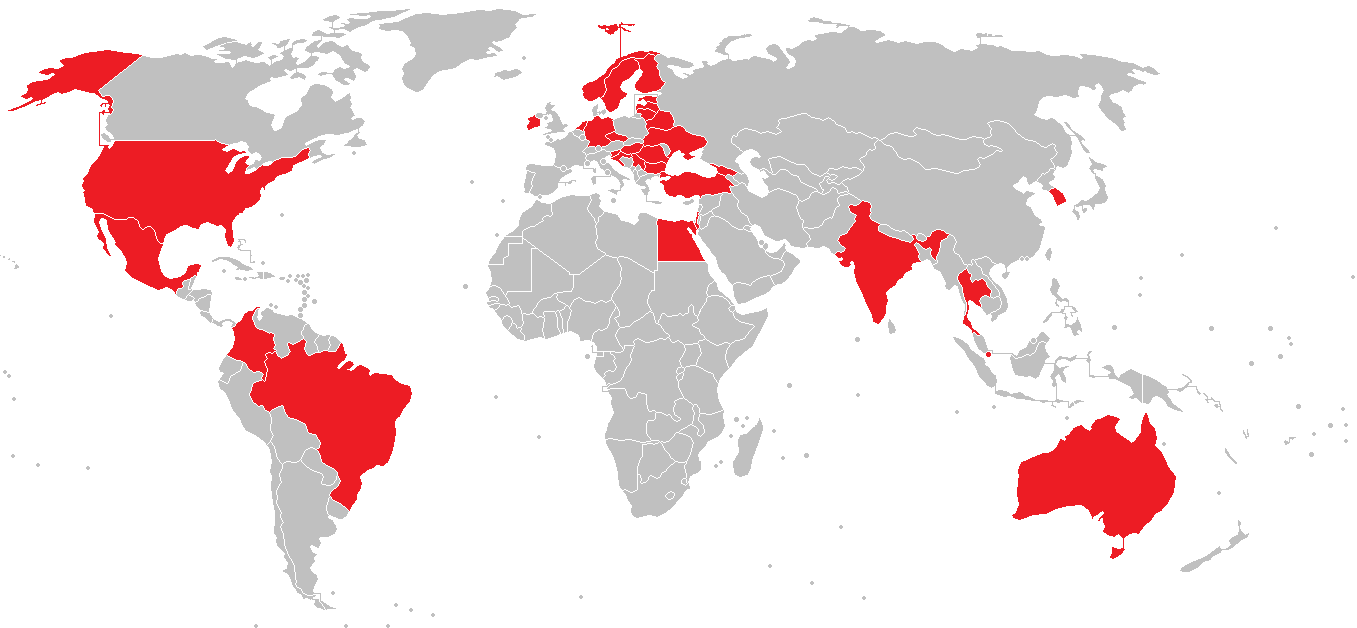
الدول المستخدمة لنظام الاشتباك بالليزر المتعدد والمتكامل في قواتها المسلحة.

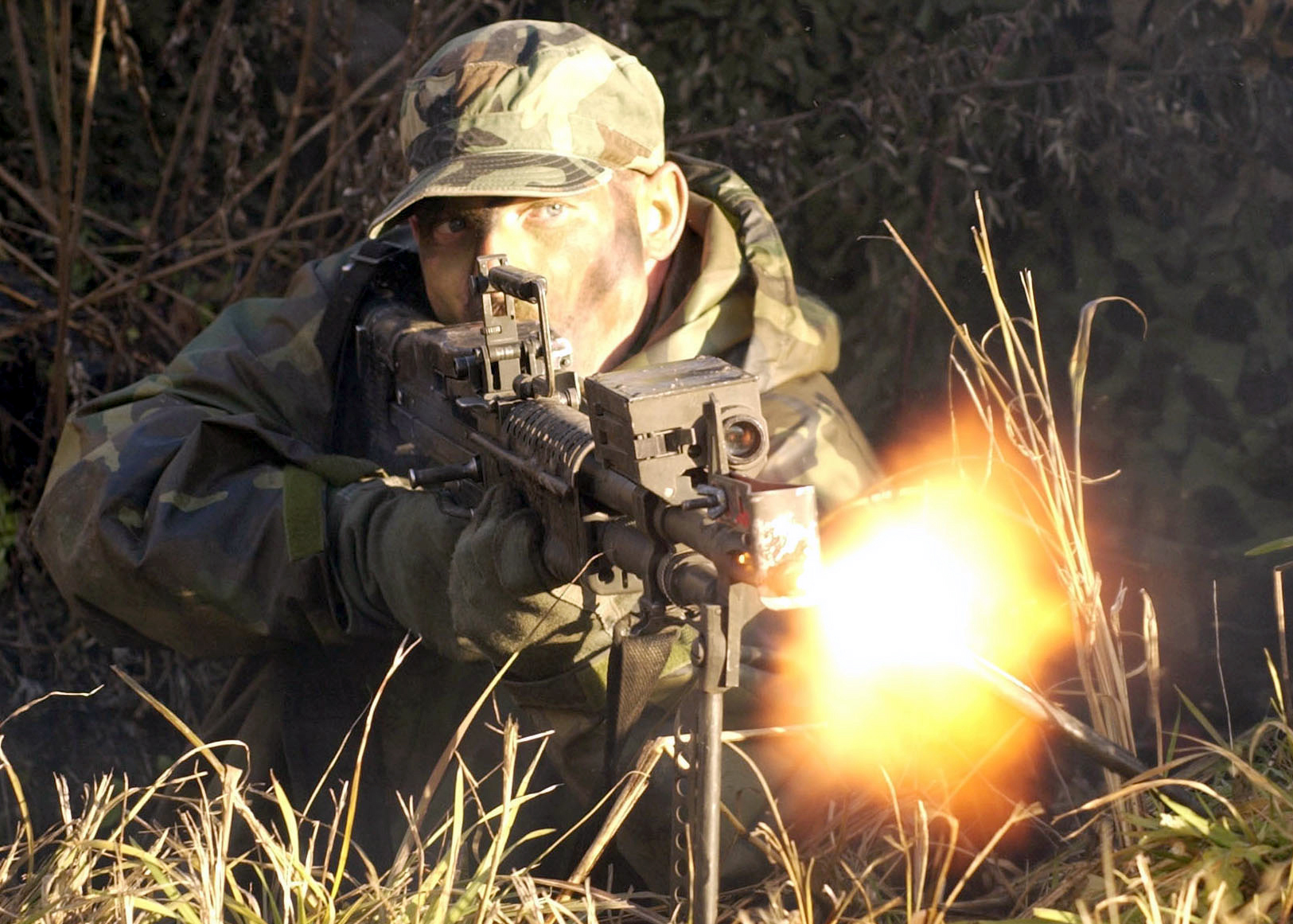
جندي أمريكي يستخدم نظام مَيلز

مكونات نظام مَيلز قابلة للتكيف لتلبية الاحتياجات التدريبية بالاشتباكات التكتيكية للقوات العسكرية والأمنية في جميع أنحاء العالم. ويمكن للنظام أيضاً أن يُجهَّز كنظام فرعي لنظام أرضي للتدريب على القتال، ومن أجل تلك التدريبات المتطورة جُهِّزت عُدة الأشخاص وعُدة المركبات لنظام مَيلز بنظام تحديد المواقع العالمي ووحدة خاصة بالمشارك.
- عُدة الأشخاص : (بالإنجليزية: Manworn Kit) تزود الجنود بكشافات ليزر صغيرة وخفيفة مثبتة إما على سترة الجندي أو على خوذته بالإضافة إلى طوق. تستشعر عُدة الأشخاص ضربات الليزر، وتجري تقييمات الخسائر، وتخزن تفاصيل عن كل حدث. يمكن للعدة أن تجهز للاستخدام في كل من مراكز القتال البرية والقواعد العسكرية ومنشآت العمليات العسكرية بالميادين الحضرية.[15][16][17]
- عُدة المركبات : (بالإنجليزية: Vehicle Kit) متاحة في عدة تشكيلات وتتضمن مرسلات ومستقبلات الليزر ومؤشرات الحالة. وتحاكي العدة نقاط ضعف أي مركبة كما تحاكي مقذوفات أي سلاح أو ذخيرة، وتوفر تقييماً للأضرار.[15][18]
- العُدة البحرية : (بالإنجليزية: Maritime Kit) وتعرف تحت اسم العلامة التجارية SeaPAN وتزود بها محركات السفن المستهدفة والمشغلين والركاب والأسلحة. واجتازت العدة مواصفات أداء الصناعة الصارمة للسلامة والبيئة وقدرة الاعتماد عليها.[15][19]
- مرسلات الأسلحة الصغيرة : (بالإنجليزية: SAT - Small Arms Transmitters) وهي قابلة للتكيف مع أي سلاح عن طريق تثبيتها على فوهته محاذيةً لمرماه. وعند إطلاق الجندي للسلاح ينبعث منه شعاع ليزر مشفر من الأشعة تحت الحمراء تحاكي المقذوفات الحقيقية.[15][20]
- أجهزة محاذاة الأسلحة الصغيرة : (بالإنجليزية: Small Arms Alignment Devices) تستخدم لمحاذاة الليزر لمرمى أنظمة الأسلحة، ولا تتطلب أي تعديلات أو تغييرات للمرمى الفعلي للسلاح.[15][21]
- محاكي إطلاق النار غير المباشر وتأثيرات الأسلحة بالميدان : (بالإنجليزية: AWES - Indirect Fire and Area Weapons Effects Simulators) يحدد مدى الإصابات والأضرار المحاكاة المؤداة من قِبَل الجنود والمركبات بالتدريبات القتالية كنتيجة لإطلاق النار غير المباشر، بما في ذلك محاكاة الألغام وقاذفات القنابل والقنابل اليدوية والمدفعية وقذائف الهاون والفخاخ والانتحاريين والعبوات الناسفة (بالإنجليزية: IEDs - Improvised Explosive Devices). أثناء المناورات التدريبية قد يكون المحاكي إما راديو ظاهري أو ليزر منصب.[15][22][23][24][25][26][27][28][29]
- حكم/مراقب التحكم بالبندقية : (بالإنجليزية: Umpire/Observer Controller Gun) هو مراقب مبني على أنظمة الليزر له القدرة على محاكاة الأسلحة أو الألغام عن طريق إنتاج حالة قتل أو ضربة خاطئة قريبة، ويقوم بإعادة تعيين الأكواد لمساعدة وحدات تحكم التدريب في إدارة المناورة التدريبية. ويقوم بتجهيز معدات النظام قبل التدريب والتحكم بحالات المشاركين أثناءه واستخراج المعلومات من المعدات بعد انتهاءه للاستخدام في تطبيقات مراكز التدريب غير القتالية.[15][30]
- وحدة المشارك : (بالإنجليزية: Player Unit) تقوم بدعم الاتصالات على مساحات التدريب الواسعة مع ضمان الربط بين الجنود والمركبات المشاركة بالمناورة التدريبية القتالية على الأرض.[15][31]
- محاكي مضادات الدروع والدبابات : (بالإنجليزية: Anti Armour/Anti Tank Simulators) هو نظام مبني على أنظمة الليزر يحاكي إطلاق النار الحي من الأسلحة المحمولة كتفًا والمضادة للدروع.[15][32]
- حقائب المراسلات الذكية : (بالإنجليزية: Smart Transit Cases) تستخدم هذه الحقائب المقاومة للصدمات لتسهيل نقل معدات نظام مَيلز اللاسلكية وحمايتها خلال النقل وشحن المكونات وتفعيل اختبار مثبت داخليًّا خلال التخزين.[15][33]

## عمل النظام

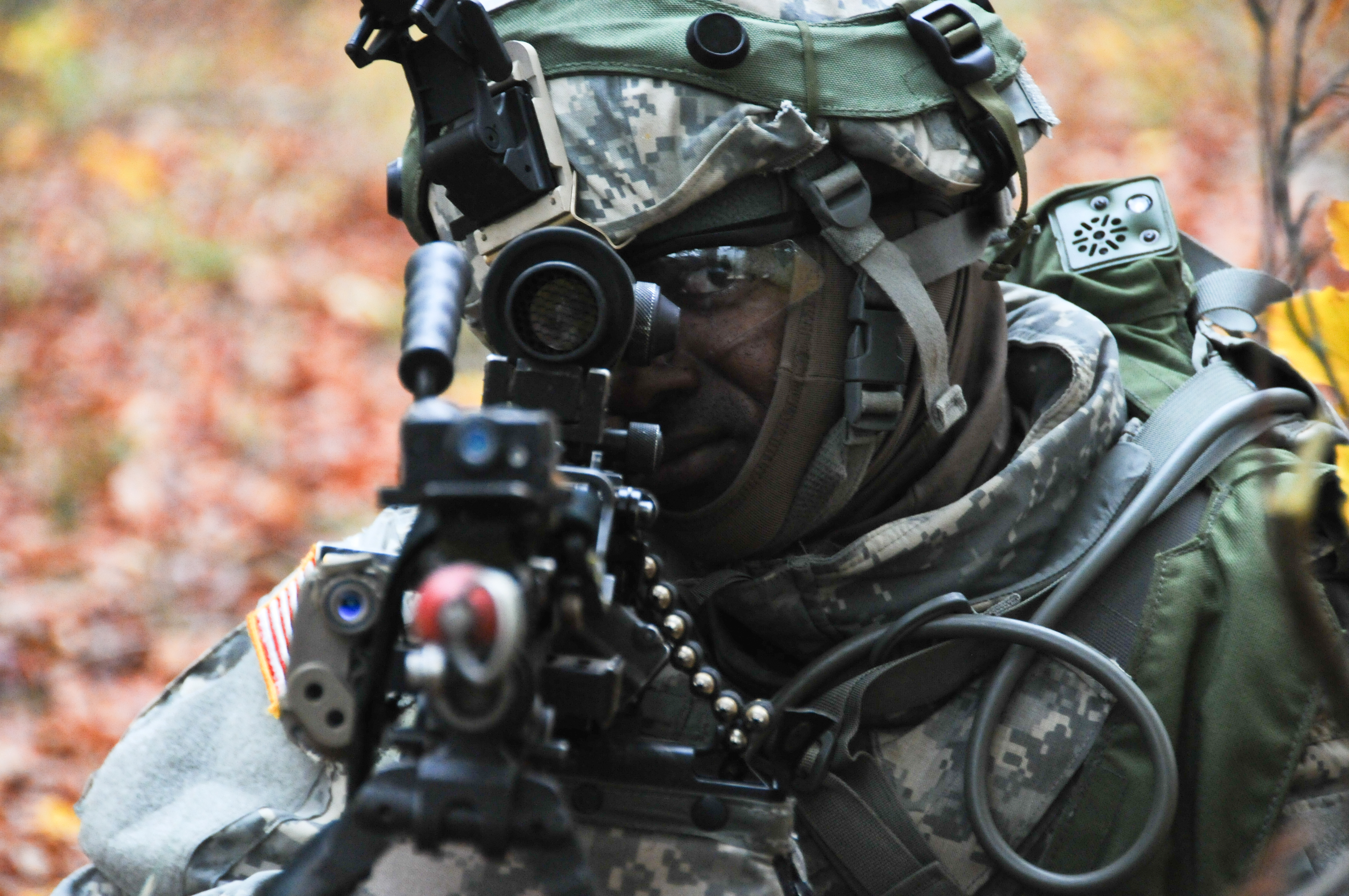
جندي يصوب سلاحه مستخدما نظام مَيلز

يتطلب نظام مَيلز صوت خرطوشة فارغة لإطلاق المرسلات التي تقوم بإرسال الليزر المحاكي للرصاص لمحاكاة قتل أو جرح القوات المقابلة (بالإنجليزية: OPForces - Opposing Forces) خلال المعارك التدريبية.
يطلق نظام مَيلز أشعة ليزر مشفرة إلى كشافات الليزر الملحقة بالجنود والمركبات، وعند إصابة شعاع الليزر للكشاف يسجل الكشاف حالة قتل أو ضربة خاطئة قريبة، كما أن كشافات الليزر حساسة لمصدر إطلاق النيران بحيث لا تسجل طلقات الليزر التي تحاكي إطلاق جندي النيران من بندقية إم 16 على كشاف ملحق بعربة مدرعة لعدم الفعالية.
طورت مرفقات إطلاق النار الفارغة (بالإنجليزية: BFAs - Blank Firing Attachments) لتعزيز واقعية التدريب من خلال تمكين الجنود من محاكاة إطلاق النيران من أسلحتهم كما تستخدم في الواقع على أرض المعركة.
تستخدم المركبات القتالية مثل الدبابة أبرامز إم 1 ومركبات الدعم المختلفة كوسائل للتدريب من خلال استخدام مجموعة أجهزة كشف المركبات (بالإنجليزية: VDD - Vehicle Detection Device) التي خصصها النظام للمركبات وتتكون المجموعة من وحدة VDD مثبتة داخل المركبة لتوفير وظائف فك تشفير النظام ومحاكاة تأثيرات الأسلحة بأرض المعركة (بالإنجليزية: SAWE - Simulated Area Weapons Effects) من إطلاق النار وتأثير الألغام وتقييم الأضرار، كما تحتوي الوحدة الملحقة أيضاً على نظام تحديد المواقع العالمي (بالإنجليزية: GPS - Global Positioning System) لتحديد موقف الموقع.
ويتم إنجاز موقف الموقع وتقرير أحداث إطلاق النار المباشر وغير المباشر بإرسال رسائل لاسلكية من خلال الوظائف المرتبطة بالمقاومة المحكمة كهربائياً (بالإنجليزية: DCI - Digitally Controlled Impedance) المثبتة أيضاً داخل المركبة. كما صمم حزام من كشافات نظام مَيلز ليناسب مركبات معينة لكي يتم تثبيته على السطح الخارجي لها باستخدام الفيلكرو مع تثبيت نظام تحديد المواقع العالمي وهوائيات الـ DCI أيضاً على نفس السطح.

## الإصدارات

### مَيلز - الأساسي

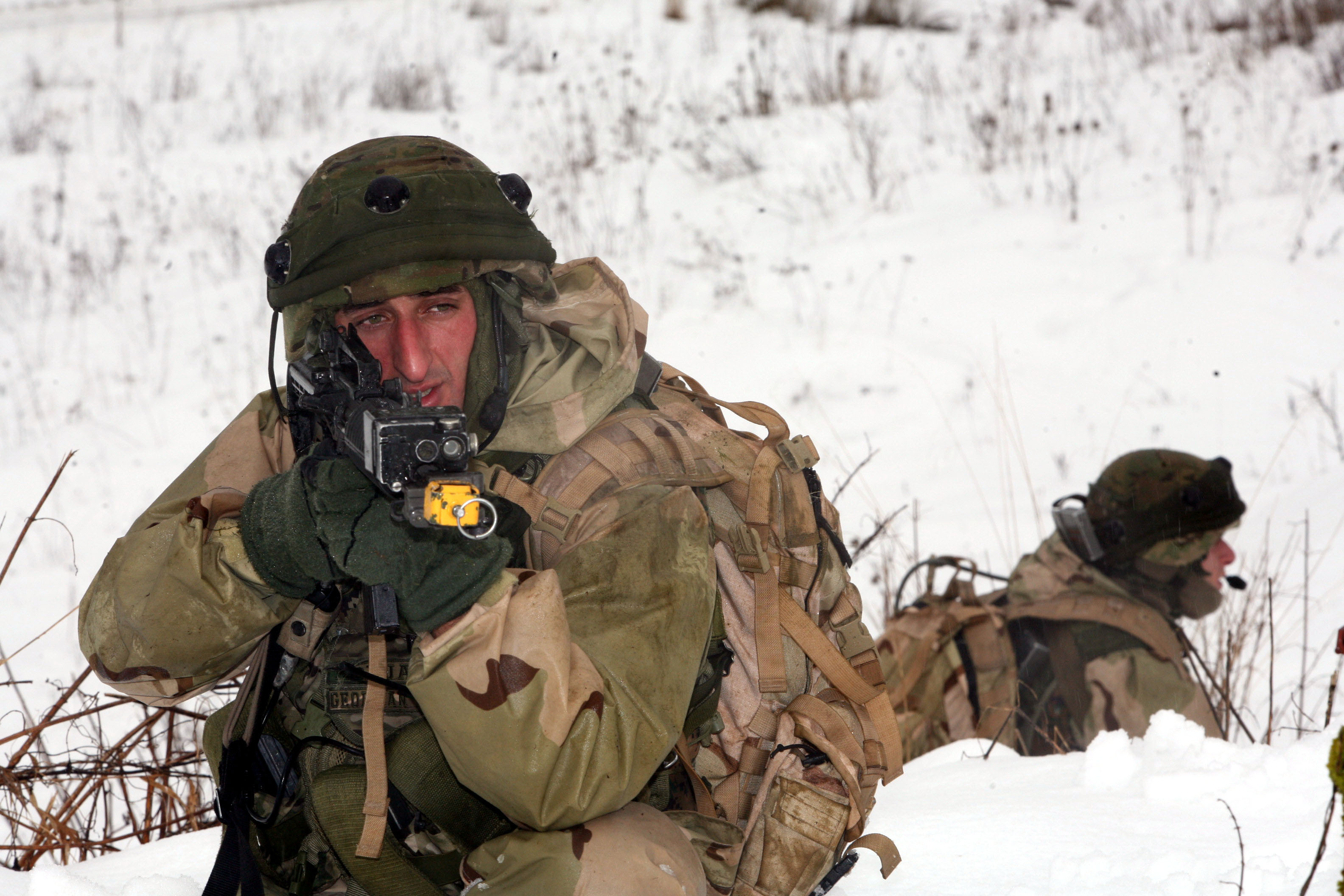
جنود تصوب أسلحتها باستخدام نظام مَيلز في أجواء مناخية صعبة

طور الجيش الأمريكي أولى إصدارات نظام مَيلز تحت اسم مَيلز الأساسي (بالإنجليزية: Basic MILES) في أواخر السبعينيات وأوائل الثمانينيات باستخدام أحدث ما وصلت إليه التكنولوجيا في ذاك الوقت. ويعتبر مَيلز الأساسي هو النظام الأول الذي يستخدم في تدريبات قوة مقابل قوة في الثكنات والقواعد العسكرية الأمريكية، ومع ذلك فإن التدريب على ساحة المعركة اليوم يتطلب مستوى أداء محسن لا يستطيع أن يلبيه نظام مَيلز الأساسي فتكنولوجيا هذا النظام لا تدعم مستوى الدقة التي يرغب بها القادة والمتدربين، لفشل النظام في تسجيل أي بيانات للأحداث لاستخدمها في مراجعات ما بعد انتهاء أنشطة التدريب وهو ما يعتبر عقبة رئيسية في توفير النتائج المطلوبة عن حالة الجنود.
وقد وصل النظام إلى نهاية دورة حياته الاقتصادية، ولم تعد قطع الغيار المطلوبة للحفاظ على النظام متاحة بالسوق المفتوح الآن. ونتيجة لتكاليف الهندسة العكسية الباهظة المطلوبة لاستمرار دعم مكوناته، أعاد الجيش الأمريكي تقييم بدائل امتلاكه لهذا النظام.
بسبب تلك العيوب قرر الجيش الأمريكي شراء أجهزة تعكس دقة الأسلحة الحقيقية وتحد من عبء الخدمات اللوجستية.
وظهرت أمثلة لإيجابيات الدعم اللوجستي في إصدارات مَيلز التالية، التي تضمنت بطاريات أطول عمرًا، مع انخفاض استهلاك الطاقة، وظهور تصميمات إلكترونية متطورة، ومعدات أكثر وعورة وقوة بالإضافة إلى انخفاض تكاليف دعم العملية التدريبية.

### مَيلز - 2000

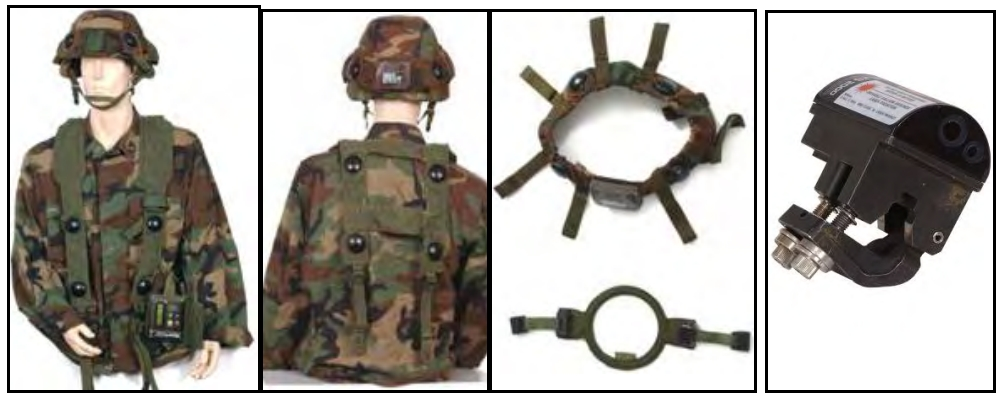
عدة نظام مَيلز 2000

في عام 1993 أطلق الجيش الأمريكي برنامج مَيلز 2000 (بالإنجليزية: MILES 2000) مع كتيب متطلبات التشغيل تحت عنوان بنفس الاسم. وكان الغرض من هذا البرنامج هو استبدال نظام تدريب مَيلز الأساسي، وقرر نشر معدات تدريب النظام الجديد بجميع قواعد الجيش الأمريكي.
تضمن نظام مَيلز 2000 وظائف نظام مَيلز الأساسي، بالإضافة إلى التوافق مع عناصر إطلاق النار المباشر لنظام «محاكاة تأثيرات الأسلحة بأرض المعركة - SAWE»، وإمكانية إرسال الرسائل اللاسلكية من خلال ترددات الراديو (بالإنجليزية: RF - Radio Frequency)، وتحسنت قابلية استخدام النظام، وأصبح ممكناً زيادة فعالية التدريب من خلال تكنولوجيا الدوائر المتكاملة والليزر التي أصبحت قابلة للاستخدام التجاري في ذلك الوقت.

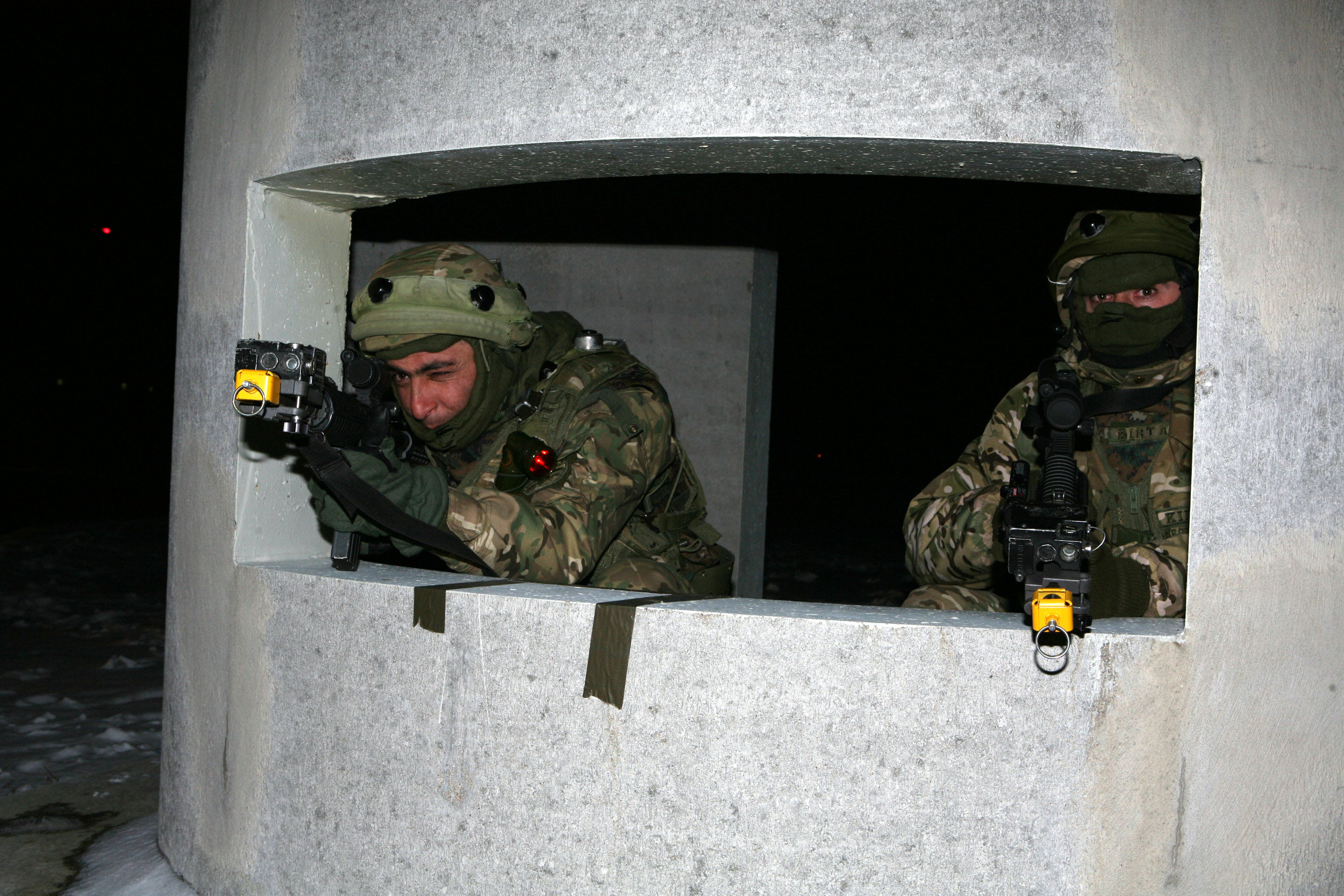
جنود تصوب أسلحتها أثناء التدريب باستخدام نظام مَيلز

يستخدم النظام ضوء الليزر في شكل نبضات لنقل معلومات السلاح القاذف إلى الهدف، وتنتقل هذه النبضات في كل مرة يتم فيها إطلاق السلاح، وتتضمن المعلومات التي تحتويها نبضات الليزر هوية الجندي ونوع السلاح المستخدم، ويعالج الكيان المستهدف المعلومات لإنتاج تقييم للخسائر. وينتج عن التقييمات العارضة للجنود الراجلة حالة من أصيبوا إصابات تصنف على أنها قاتلة وما تصنف على أنها جروح. بينما ينتج عن تقييمات الإصابات لأنظمة الأسلحة المحمولة عدة نتائج تتضمن «القتل المفجع، وقف الحركة، وقف الاتصالات»، وقد تم تجهيز كل من الجنود الراجلة ومنصات أنظمة الأسلحة المحمولة بجهازي إرسال واستقبال الليزر.
تعتبر القدرة على دعم مراجعات ما بعد أنشطة المعركة سمة أساسية من سمات نظام التدريب مَيلز 2000، وأصبح ذلك ممكناً من خلال تسجيل جميع أنشطة المشاركين أثناء التدريب.
منحت «قيادة المحاكاة والتدريب والتجهيز» بالجيش الأمريكي (بالإنجليزية: STRICOM - Simulation, Training and Instrumentation Command) عقد تنفيذ مَيلز 2000 إلى شركة كيوبك للتطبيقات الدفاعية بعد النظر في عروض تنافسية أخرى.

### مَيلز - 21

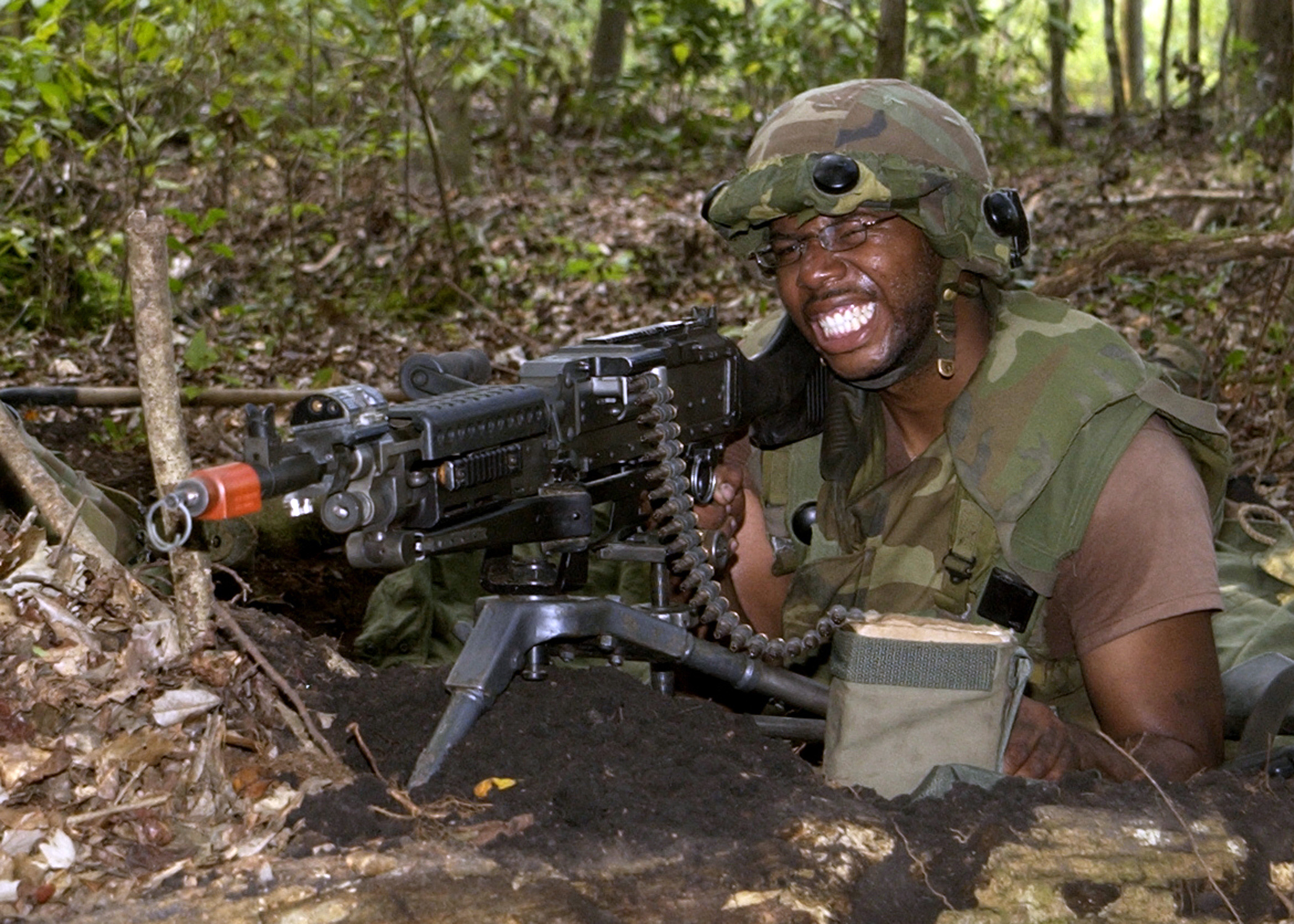
جندي أمريكي يطلق النار باستخدام نظام مَيلز

(بالإنجليزية: MILES XXI) هو الجيل الثالث من أنظمة مَيلز والذي تم تطويره من قِبَل شركة لوكهيد مارتن بناءً على نظم المعلومات المجمعة من الأجيال السابقة لنفس النظام، واستخدم فيه نظام ليزر جديد، وصمم لكي يكون متوافق مع معدات الأنظمة السابقة له، وله القدرة على استبدالها أو تحديثها في أسرع وقت ممكن. وقد اختبر النظام وأثبت فعاليته في ميادين التدريب للقوات المسلحة لعدة بلدان. ويقوم نظام الليزر الخاص به بتوفير التغذية المرتدة للمعلومات في الوقت الحقيقي للاشتباك بالأسلحة بين الجنود بحيث يمكن المشاركين في التدريب من محاكاة ضغوط وخسائر المعارك الحقيقية في مجموعة متنوعة من السيناريوهات.

### مَيلز - نظام أسلحة الأفراد

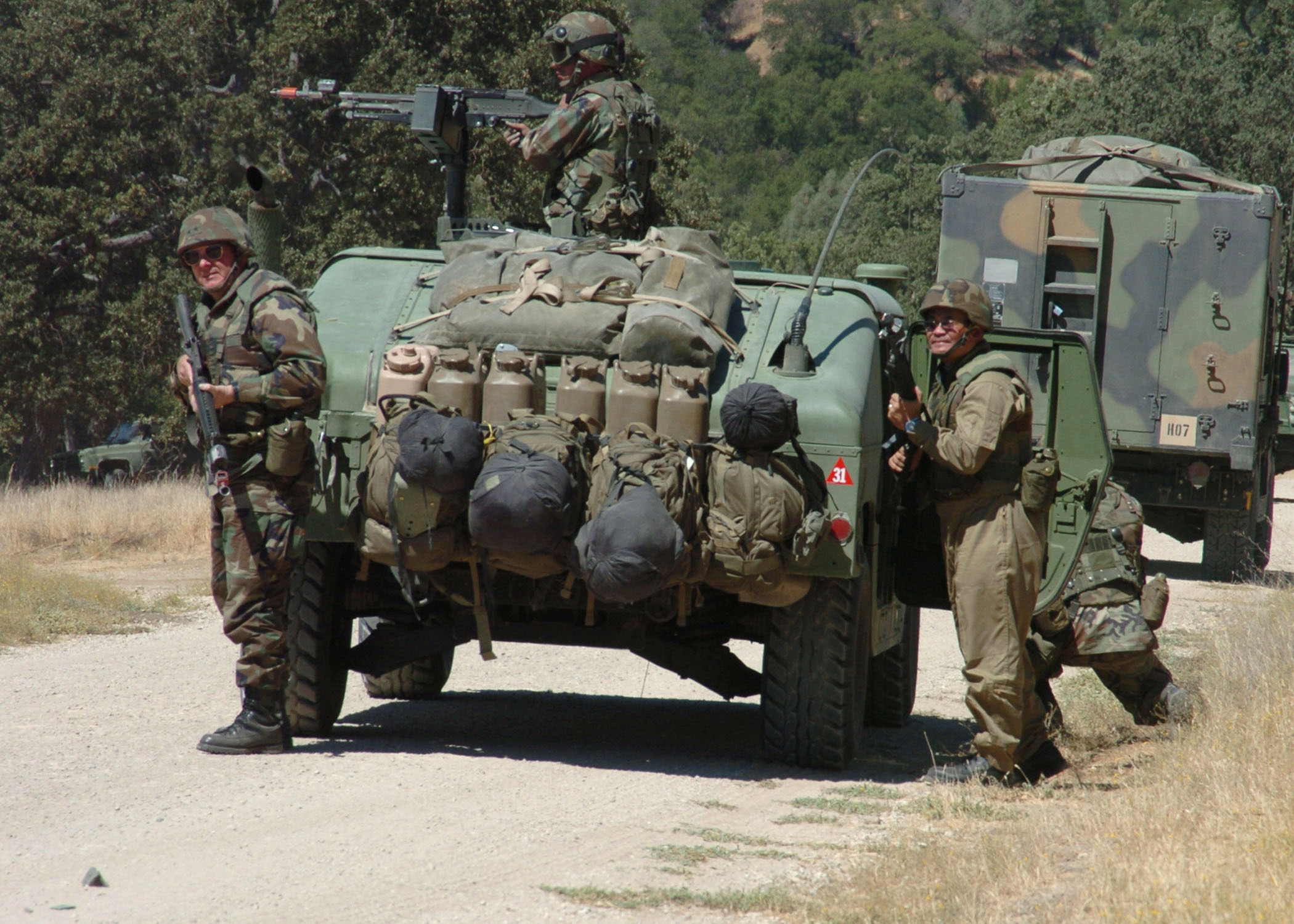
جنود أمريكيون مع مدرعتهم يستخدمون نظام مَيلز

تم تطوير النظام من قبل شركة كيوبك للتطبيقات الدفاعية تحت اسم مَيلز - نظام أسلحة الأفراد (بالإنجليزية: MILES IWS - MILES Individual Weapon System)، وهو أحدث أجيال أنظمة المحاكاة التكتيكية المستخدمة بالجيش الأمريكي في يومنا هذا. صمم هذا النظام للاستخدام في كل من مراكز التدريب القتالية (بالإنجليزية: CTC - Combat Training Center) والقواعد العسكرية، ومنشآت العمليات العسكرية بالميادين الحضرية (بالإنجليزية: MOUT - Military Operations in Urban Terrain). من مميزات هذا النظام سهولة التنصيب والتجميع للسلاح التي قد تتطلب ثواني معدودة، وقلة مكوناته، وسهولة رؤية شعاع الليزر المطلق ليلاً أو نهاراً دون استخدام جهاز المحاذاة الآلي لشعاع الليزر، كما يتميز النظام بخفة وزنه حيث تبلغ كامل حمولة عدة النظام 3.5 رطل بما في ذلك البطاريات. يستفيد الجنود عند استخدام النظام بشكل أفضل من وقت التدريب عن طريق قضاء وقت أقل على تنصيب ومعايرة أسلحتهم وقضاء وقت أطول على تنفيذ التكتيكات في ساحة المعركة.

### مَيلز - نظام المركبات التكتيكي
نظام مَيلز المجهز - نظام المركبات التكتيكي (بالإنجليزية: IMILES TVS - Instrumentable MILES Tactical Vehicle System) وهو النسخة المجهزة للمركبات من نظام MILES IWS المجهز للأفراد، والذي تم تطويره من قبل شركة كيوبك للتطبيقات الدفاعية طبقاً للإتفاق الموقع مع حكومة الولايات المتحدة الأمريكية متمثلة في المكتب التنفيذي لبرنامج الجيش الأمريكي للمحاكاة والتدريب والتجهيز (بالإنجليزية: PEO STRI - U.S. Army’s Program Executive Office for Simulation, Training and Instrumentation) والذي كان يعرف سابقاً باسم قيادة المحاكاة والتدريب والتجهيز (بالإنجليزية: STRICOM - Simulation, Training and Instrumentation Command).